# Liste des cathédrales de Winnipeg
Voici la liste des cathédrales de Winnipeg, la capitale de la province canadienne du Manitoba.
- La cathédrale Saint-Jean de l'Église anglicane du Canada
- La basilique-cathédrale Saint-Boniface de l'Église catholique romaine
- La cathédrale Saints Olga-et-Volodymyr de l'Église grecque-catholique ukrainienne
- La cathédrale de la Sainte-Trinité de l'Église orthodoxe ukrainienne du Canada
- La cathédrale St. Mary's, de l'Église catholique romaine, siège de l'Archidiocèse de Winnipeg.